# 圣罗曼拉沙尔姆
圣罗曼拉沙尔姆（法語：Saint-Romain-Lachalm，法語發音：[sɛ̃ ʁɔmɛ̃ laʃalm]）是法国上卢瓦尔省的一个市镇，位于该省东北部，属于伊桑若区。

## 地理
圣罗曼拉沙尔姆（45°15'58"N, 4°20'3"E）面积19.02 平方千米，位于法国奥弗涅-罗讷-阿尔卑斯大区上盧瓦爾省，该省份为法国中南部省份，北起多姆山省和卢瓦尔省，西接康塔爾省，南至洛泽尔省，东临阿尔代什省。
与圣罗曼拉沙尔姆接壤的市镇（或旧市镇、城区）包括：马勒、迪尼耶尔、里奥托尔、圣帕勒德蒙、圣维克托马莱斯库尔。

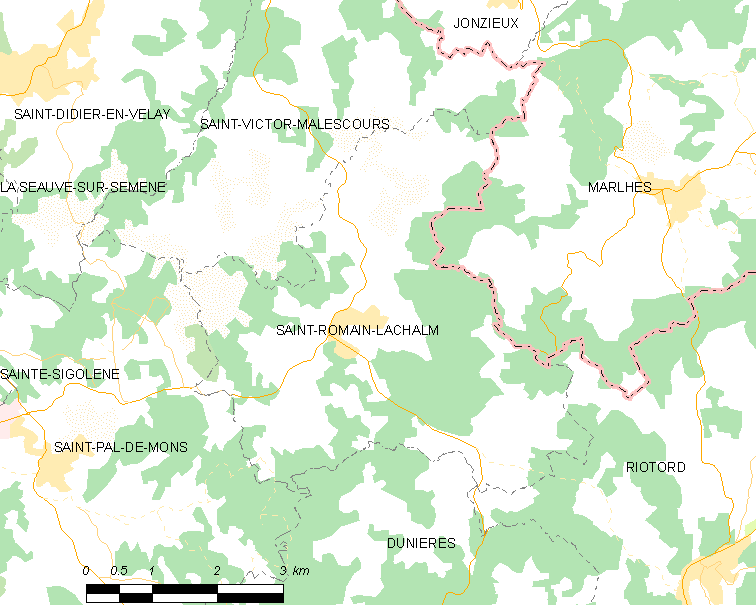
圣罗曼拉沙尔姆的OSM定位图

圣罗曼拉沙尔姆的时区为UTC+01:00、UTC+02:00（夏令时）。

## 行政
圣罗曼拉沙尔姆的邮政编码为43620，INSEE市镇编码为43223。

## 政治
圣罗曼拉沙尔姆所属的省级选区为布蒂耶尔县。

## 人口

1962-2008年间圣罗曼拉沙尔姆人口变化图示

圣罗曼拉沙尔姆于2022年1月1日时的人口数量为1132人。

## 交通
上卢瓦尔省省道D23线和D45线在境内交汇。